# Pediobius puertoricensis
Pediobius puertoricensis is een vliesvleugelig insect uit de familie Eulophidae. De wetenschappelijke naam is voor het eerst geldig gepubliceerd in 1998 door Schauff.